# Sermyla riqueti
Sermyla riqueti е вид охлюв от семейство Thiaridae. Видът не е застрашен от изчезване.

## Разпространение
Разпространен е в Бангладеш, Гуам, Индия (Андхра Прадеш, Западна Бенгалия, Карнатака, Керала, Махаращра и Тамил Наду), Индонезия (Суматра), Китай, Малайзия (Западна Малайзия), Мианмар, Провинции в КНР, Сингапур, Тайван, Тайланд, Филипини, Хонконг и Япония.